# Sơn dương Chamois
Sơn dương Chamois (Rupicapra rupicapra) là một loài động vật có vú trong họ Bovidae, bộ Artiodactyla. Loài này được Linnaeus mô tả năm 1758.
Đây là loài bản địa các ngọn núi ở châu Âu, từ tây sang đông, bao gồm dãy Cantabrian, dãy Pyrenees, dãy Alps và dãy Apennines, dãy Dinarides, dãy Tatra và dãy Carpathia, dãy Balkan, khối núi Rila – Rhodope, Pindus, dãy núi phía đông bắc của Thổ Nhĩ Kỳ, và Caucasus. Sơn dương Chamois cũng đã được đưa đến Đảo Nam của New Zealand. Một số loài phụ sơn dương được bảo vệ nghiêm ngặt ở EU theo Chỉ thị Môi trường sống của Châu Âu.

## Hình ảnh

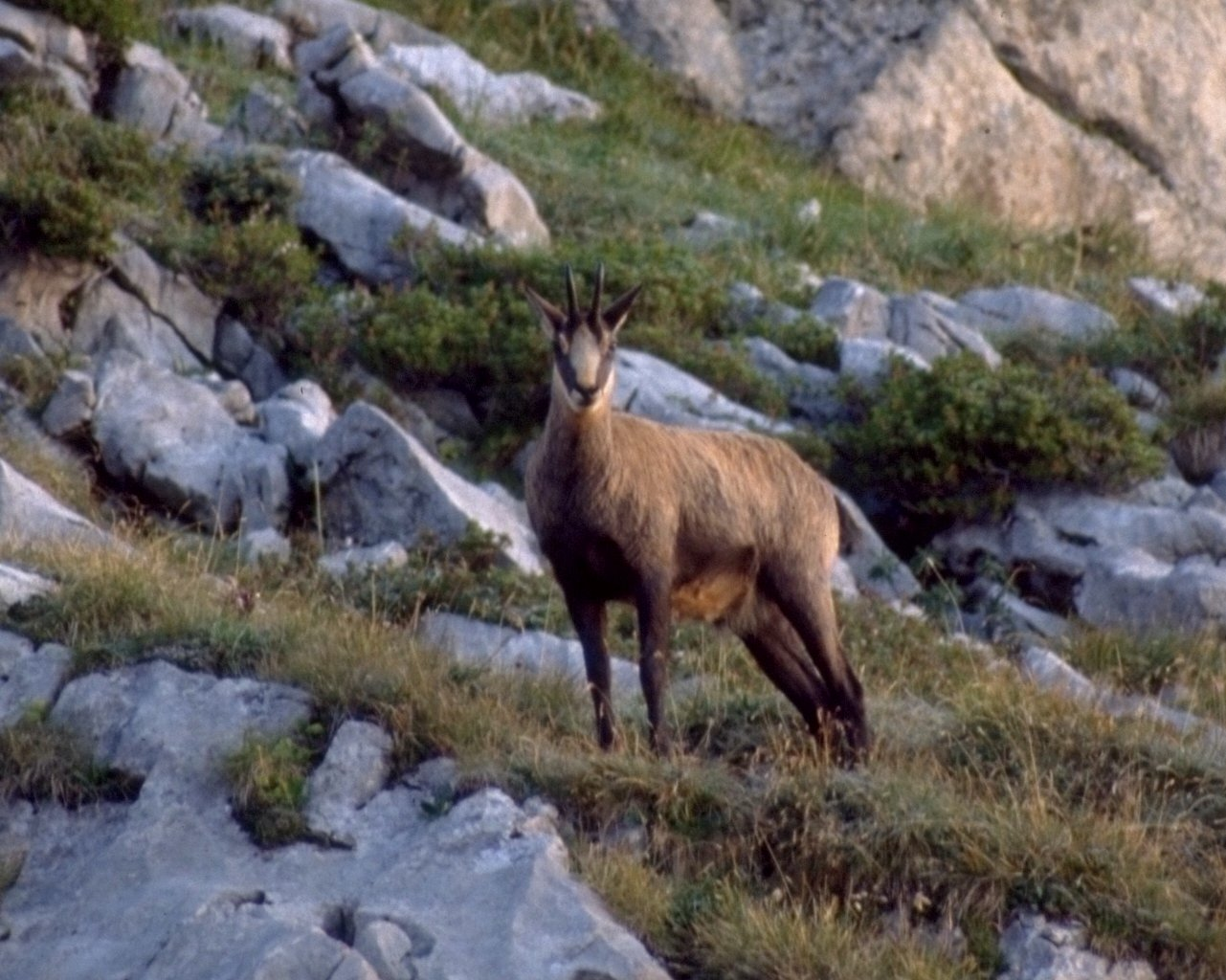
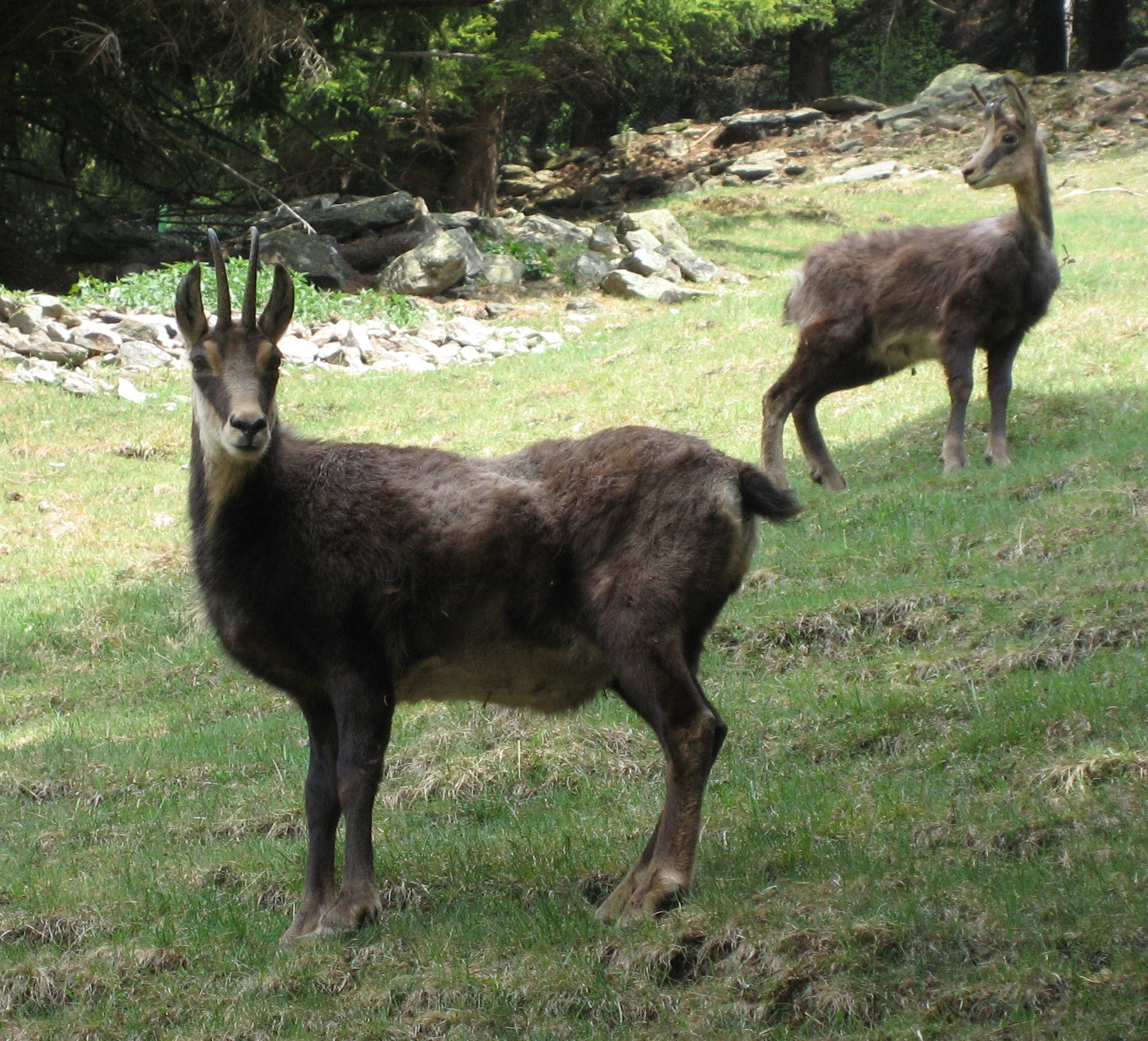
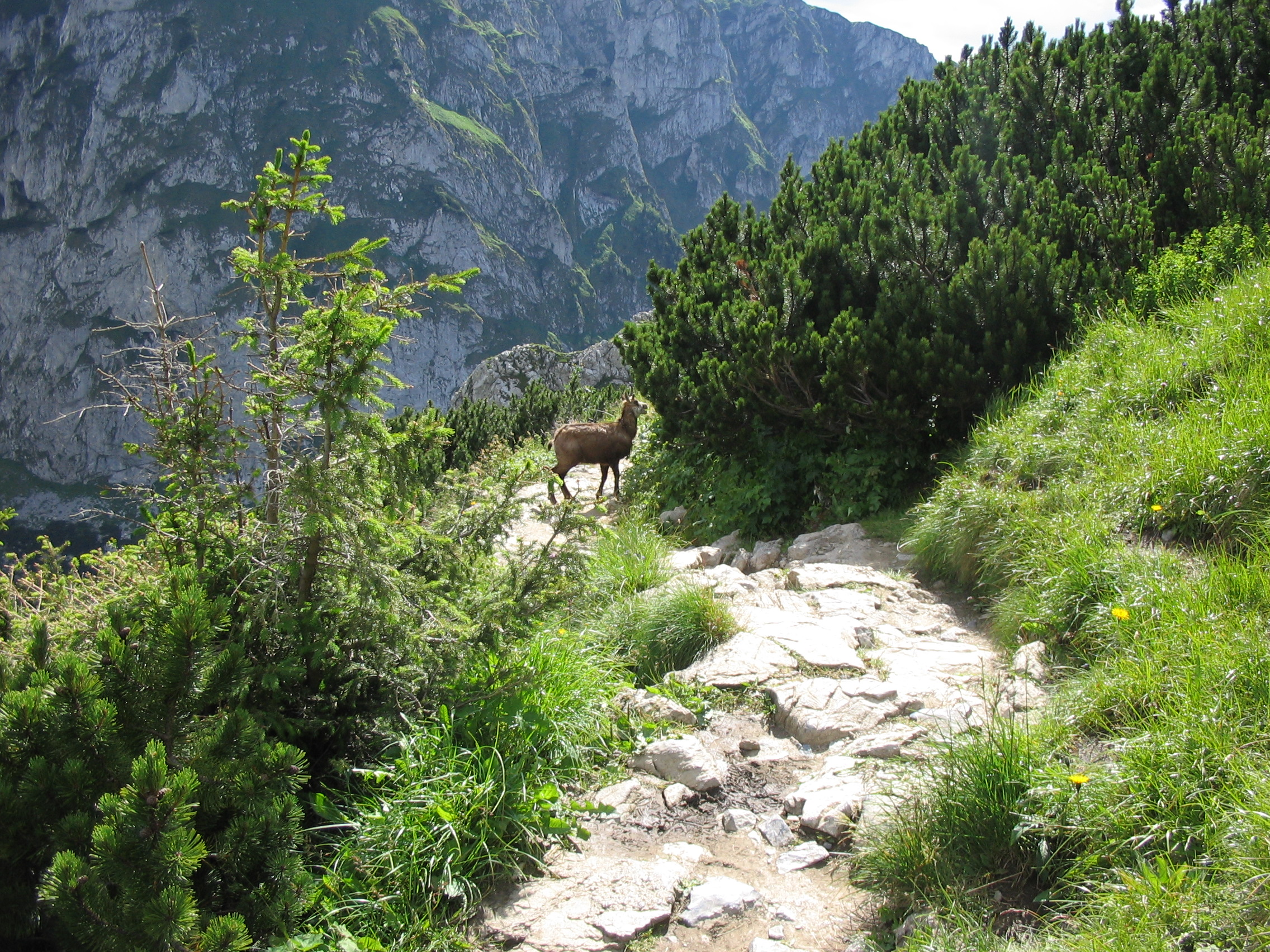
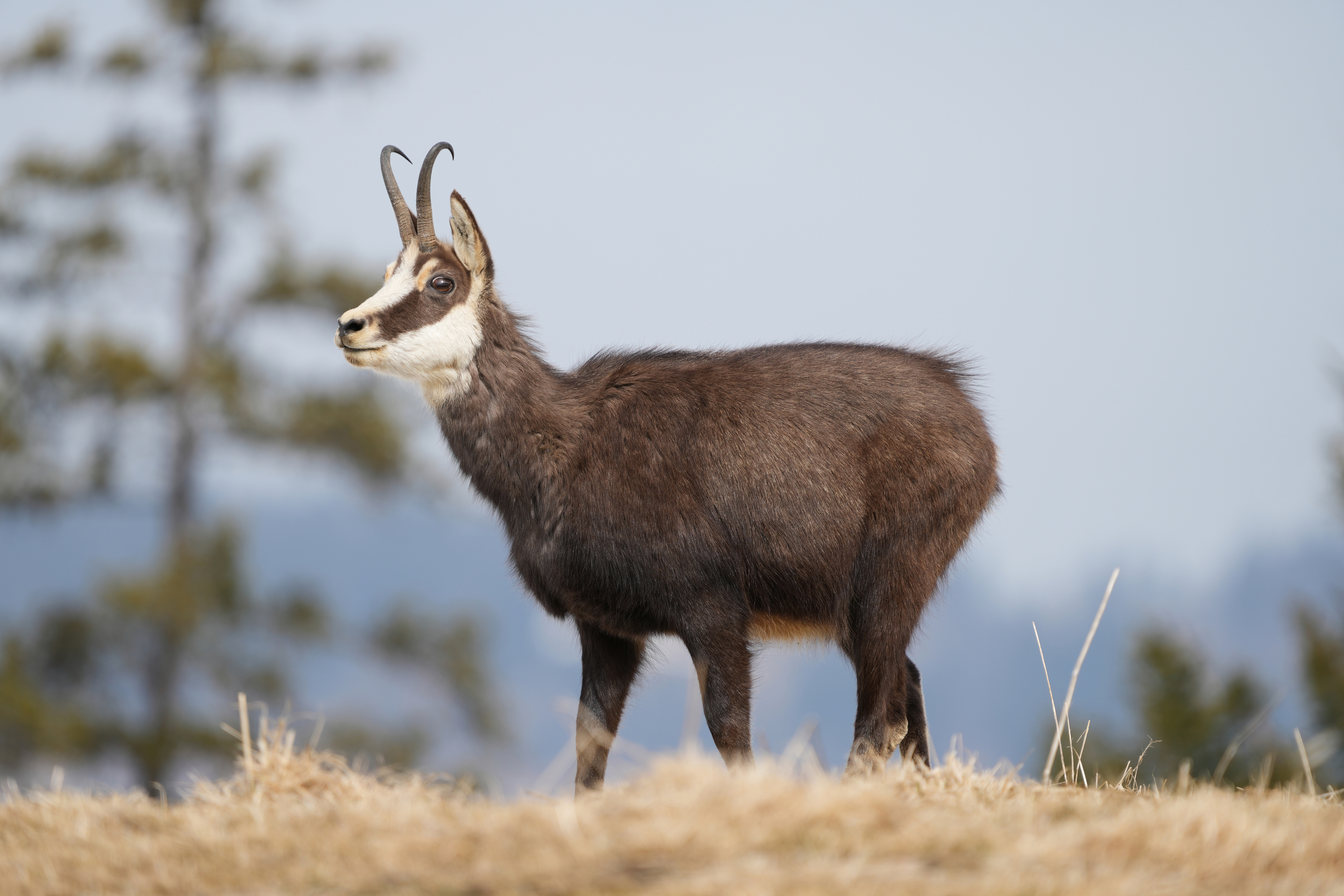